# Felipe Ferreiro

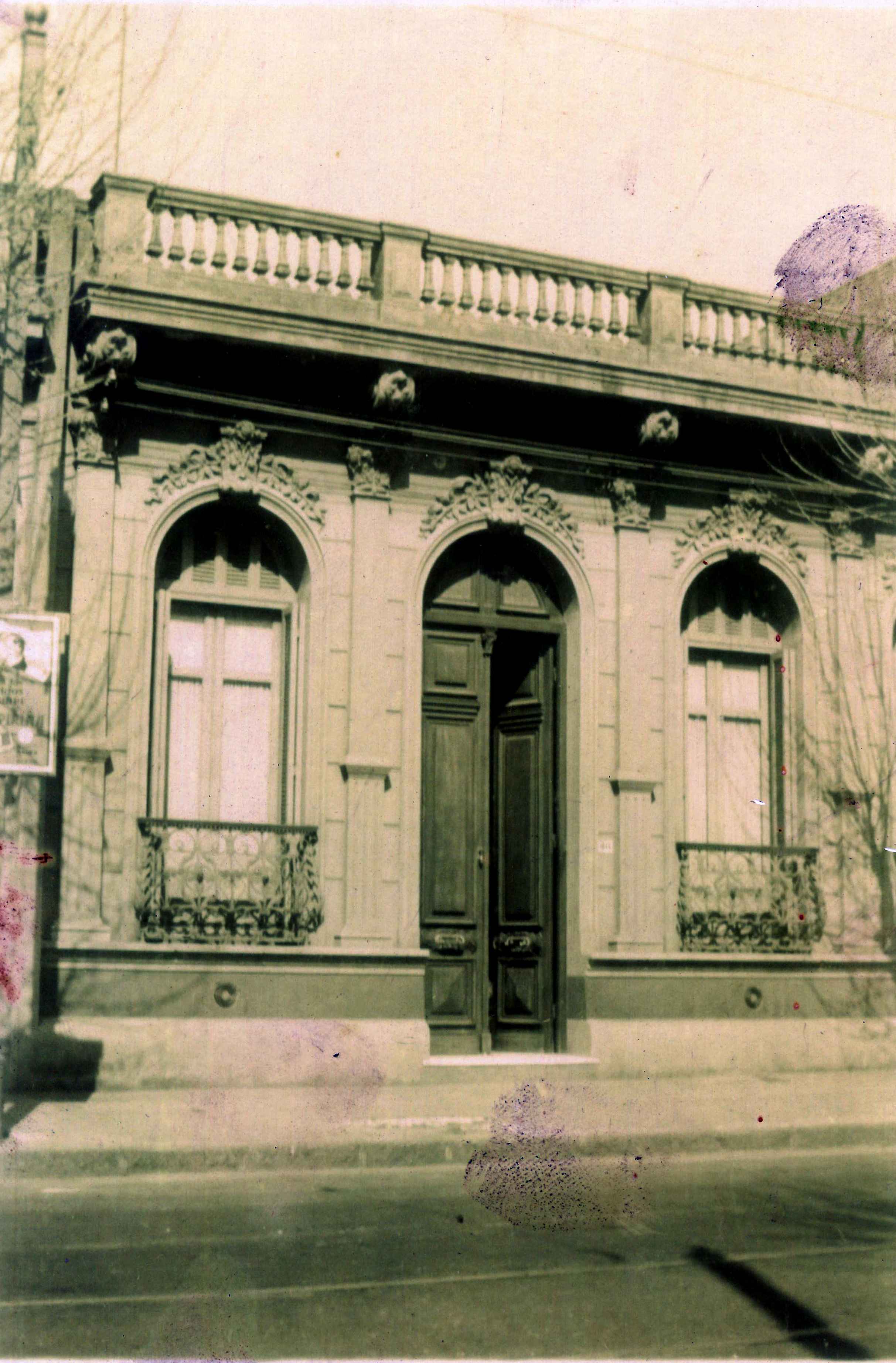
Casa del Dr. Ferreiro en Constituyente 1844, Montevideo. Albergaba una de las bibliotecas americanistas más selectas de América Latina, que pasó a formar parte de la Biblioteca del Congreso de Estados Unidos.

Felipe Ferreiro Gamio (Villa de Artigas, hoy Río Branco, Cerro Largo, 23 de agosto de 1892 - Montevideo, 31 de julio de 1963) fue un político y escritor uruguayo.

## Biografía
Nació en Villa de Artigas, actual Río Branco, en el departamento de Cerro Largo. Fue hijo de maestros. Sus padres fueron el español Ángel Ferreiro Prado, español y la uruguaya María Josefa Gamio Señorena (29 de junio de 1862 - 18 de noviembre de 1948). La escuela de segundo grado No 5 de Río Branco lleva el nombre de su madre, «María Josefa Gamio de Ferreiro». Tuvo dos hermanos, Miguel Ángel (1886) y José Martín (1896), autor del libro A la deriva... Páginas breves, (Imprenta «El Siglo Ilustrado», Montevideo, 1928, 104 pp).
Hizo sus estudios en la Universidad de la República, donde se doctoró en Derecho y Ciencias Sociales en 1922. Como estudiante, en 1918 se incorporó al Claustro de profesores universitarios. Ejerció como docente de historia en Enseñanza Secundaria y Preparatoria.
Historiador especializado en España e Hispanoamérica, sus estudios han dado numerosos aportes de importancia a la investigación histórica y han sido y son base e inspiración de muchos trabajos que circulan sobre el tema. Sus Apuntes de Historia Americana son muy conocidos y raramente citados. Se ha destacado sobre todo, enseñando, guiando y aconsejando a varias generaciones de historiógrafos compatriotas y aún después de abandonar la cátedra, obligado por su actuación política, continuó su magisterio desde su biblioteca de la calle Constituyente que, puede decirse, fue cita obligada de historiadores nacionales y extranjeros de paso por el país. Además de sus clases y las numerosas conferencias dictadas en el Uruguay y en el exterior, es autor de diversos trabajos y monografías publicados en revistas técnicas o de especialización y también en la prensa diaria.
La política lo atrae, pero junto a ella, el derecho constitucional y el derecho internacional, tan unidos al conocimiento histórico, marcan la vocación de Ferreiro por lo nuestro en primer término y lo americano y español como partes de un todo que fue y será.
Fue militante del partido Nacional, integró su Directorio por muchos años y colaboró con el El Debate, diario del partido. Fue colaborador y abogado personal del Dr. Luis Alberto de Herrera, líder del Partido Nacional (Uruguay) como lo prueba su impecable actuación en la defensa del Dr. de Herrera en un caso que fue publicado por la Biblioteca del Partido Nacional como Fuero Parlamentario y Libertad de Imprenta (1943).
Fue miembro de la Asamblea Nacional Constituyente de 1934, subsecretario y Ministro Interino de Relaciones Exteriores, Senador Nacional de 1935 a 1939 y más tarde por varios períodos consecutivos desde 1943 hasta 1955, a lo largo de los cuales defendió los principios de no intervención y autodeterminación de los pueblos. Vicepresidente de la Comisión Nacional de Turismo; Delegado Plenipotenciario a la Conferencia de Consolidación de la Paz realizada en Buenos Aires en 1936; miembro de la Corte Electoral de 1938 a 1941; Director del Servicio Oficial de Difusión Radio Eléctrica ( SODRE), Delegado uruguayo a la II Asamblea de las Naciones Unidas celebrada en Nueva York en 1947; Delegado a la Asamblea General de la Unesco celebrada en Montevideo en 1954. Además de integrar el Directorio de la Caja Nacional de Ahorro Postal fue director general y Presidente del Consejo Nacional de Enseñanza Primaria y Normal desde 1959 hasta mayo de 1963, cuya máxima concreción se encuentra en la obra de reorganización de la Enseñanza a través del llamado Plan Ferreiro para Enseñanza Primaria de 1960.
Muy joven ingresó al Instituto Histórico y Geográfico del Uruguay, en el cual ejerció la Presidencia y fue nominado Miembro de Honor. En 1925, fue designado para hablar al pie del Monumento de la Independencia en la ciudad de Florida con motivo de las fiestas del Centenario de la Declaratoria de la Independencia.
Miembro correspondiente de la Real Academia de la Historia de España y de las Academias Nacionales de la Historia de Argentina, Chile, Colombia, Ecuador, Cuba, Bolivia y Venezuela; Miembro de Número de los Institutos Históricos de Paraguay, Perú, San Pablo y Ceará; del primer Instituto Sanmartiniano del Uruguay y del Sanmartiniano del Perú; del Genealógico Brasileiro de San Pablo; Miembro consultivo vitalicio de la Fundación Vicente Lecuna de Venezuela; miembro fundador y primer Presidente del Instituto Cultural Uruguayo-Boliviano de Montevideo y miembro fundador y primer Vicepresidente del Instituto Uruguayo de Cultura Hispánica. Miembro de la Comisión Uruguaya de Codificación del Derecho Internacional Americano; miembro fundador de la Academia Uruguaya de Numismática y Bibliofilia y miembro Nacional del Uruguay como delegado permanente ante la Comisión de Historia del Instituto Panamericano de Geografía e Historia con sede en México, del que integrara el Comité Ejecutivo y la Vicepresidencia General en la reunión de Consulta de 1947.
En su libro Vida de don Juan Manuel de Rosas , el autor argentino Manuel Gálvez dice textualmente: «El político Felipe Ferreiro, acaso el hombre que sabe más historia rioplatense me escribió: reciba las expresiones más fervorosas de mi admiración por su Rosas, que estoy leyendo lentamente para saborearlo bien, como merece creación tan soberbia. A su tiempo le hablaré largo de este su libro, que veo a la manera de pórtico de la Nueva Historia -la auténtica- rioplatense de 1830 a 1850»
Se casó el 29 de junio de 1933 con la española María Elena Azpíroz Gamio (Madrid, 13 de agosto de 1905) y tuvieron nueve hijos: Hernán Luis (1934), Martín Enrique (1935, escribió artículos periodísticos de relevancia como "La espada de San Martín" en el diario "EL DEBATE" en 1959), María del Carmen (1937), Felipe Julio (1938), José Antonio (1939), Juan Ángel (1940), Diego Eduardo (1942), Ana María (1945) e Ignacio Pablo (1948).
Fue Presidente de la Comisión Nacional Archivo Artigas, escribiendo una Advertencia al Primer Tomo del Archivo Artigas de 1950 y Vicepresidente y delegado del Senado en la Comisión Nacional de Homenajes a Artigas en el Centenario de su fallecimiento en 1950.
Recibió las condecoraciones de la Gran Cruz de Alfonso X el Sabio, de España; Gran Oficial de la Orden do Cruceiro do Sul, de Brasil; Orden del Cóndor de los Andes, de Bolivia; Orden al Mérito, de Ecuador y Orden Francisco de Miranda, de Venezuela.
Falleció en Montevideo el 31 de julio de 1963.
El Senado y la Cámara de Representantes de la República Oriental del Uruguay reunidos en Asamblea General, decretan mediante la Ley n.º 13148 que se le tributen honores a los restos del Dr. Ferreiro, el 5 de agosto de 1963.
En septiembre de 1993,en los actos celebratorios del sesquicentenario del Instituto Histórico y Geográfico del Uruguay, el Profesor Edmundo M. Narancio hizo una Exposición a la que tituló "Dr. Felipe Ferreiro: El Profesor, el Historiador y el Académico"
Al final de la citada exposición surgen recuerdos que atesoró el Profesor Edmundo M. Narancio sobre la persona del Profesor Ferreiro:
"Tengo también presente la imagen siempre recordada con reconocimiento y respeto de mi profesor de Historia del Rodó o de las pocas clases que nos dio en el salón 1 del Vásquez Acevedo “sobre el nombre de la república y el patronímico que nos corresponde”. Lo rememoro en mi imaginación, que me atrevo a calificar de fotográfica, de cabeza proporcionada, rigurosamente peinado, frente amplia; su rostro pálido, a veces ceniciento, siempre bien rasurado, era triangular hacia la barbilla, boca ancha y nariz aguileña prominente; lo recuerdo con sus ojillos penetrantes detrás de sus lentes – no lo figuro sin ellos – de sólido armazón. Aunque de exterior grave y circunspecto yo vi, en el aula o en su escritorio y biblioteca de su casa en la calle Constituyente quebrarse su tiesura con una sonrisa. De porte distinguido, impecablemente vestido, mostraba el señorío de esos caballeros españoles que hemos visto en las telas de El Prado y Toledo. Es esa una calidad de la aristocracia natural – según la acertada expresión que acuñó Jefferson – don de pocos y auténticos profesores que trasciende y proyecta sobre sus discípulos, más allá de su saber, un ejemplo de estilo vital superior. Ferreiro no fue un dador de clase que los hay por millares; fue un profesor de los que ha habido y hay pocos."

## Obra publicada
La Disgregación del Reyno de Indias (1981)
Advertencia al Primer Tomo del "Archivo Artigas" de la Comisión Nacional Archivo Artigas- Montevideo-1950
Plan Ferreiro para Enseñanza Primaria de 1960
Estudios Históricos e Internacionales (1989)
Fuero Parlamentario y Libertad de Imprenta (1943)

## Ensayos en libros
El Dr. Ferreiro ha escrito en varios medios de Prensa y ha polemizado con varios historiadores de fuste por diversos temas. Un ejemplo claro y contundente del nivel de estos desafíos intelectuales lo tenemos con la polémica por el asesinato del periodista del diario El Comercio del Plata el Dr. Florencio Varela durante la Guerra Grande en 1848, en la Villa Restauración ( hoy Unión) en Montevideo Uruguay. El Dr. Luis Bonavita ( alias "M. Ferdinand Pontac" ) argumenta que al periodista lo mataron Vascos que respondían al Gral. Oribe ( Partido Blanco) y el Dr. Felipe Ferreiro argumenta que lo mataron Vascos que respondían al Gobierno de la Defensa ( Partido Colorado). 
La polémica se recopiló en el ensayo:
"El Judas Trágico en la Unión"
El Esc. Héctor ( "Toto") Ubillos, amigo de la familia Ferreiro y colaborador de esta página, ha expresado sobre el ensayo " El Judas trágico en la Unión" lo siguiente:
"El Dr. Ferreiro se proponía continuar con otras series de artículos para estudiar la verosimilitud de otros hechos sobre la base de otras tantas hipótesis, con lo que en definitiva se proponía probar que muchas veces hay elementos como para sostener muchas hipótesis sobre un hecho inicialmente, pero que solamente con el tiempo es posible descartar varias y conocer la verdad. Esto hace a la Historia una disciplina imprescindible del saber humano. El nombramiento como Director de Primaria le impidió cumplir su propósito."